# Nicésipolis
Nicésipolis ou Nicésipolis de Phères, est une princesse thessalienne, originaire de la cité de Phères. Elle épouse Philippe II, roi de Macédoine, donnant naissance à Thessaloniké.

## Biographie
Peu d'informations sont disponibles à son sujet. Sa date de naissance ainsi que ses parents sont inconnus. Il est seulement connu qu'elle est d'une grande beauté, et qu'elle est la nièce de Jason de Phères, tyran de Phères de 380 à 370 av. J.-C.
Elle épouse Phillipe vers 352. Ce mariage a pour but politique de consolider le rôle de Philippe en tant que chef de la Ligue thessalienne. Sa fille Thessaloniké naît en 351 ; elle est prénommée ainsi en l'honneur de la victoire de Philippe à la bataille du Champ de Crocus l'année précédente. Nicésipolis meurt environ 20 jours après la naissance de sa fille en 351, probablement des suites de l'accouchement.